# Серна (заказник)
Се́рна — гідрологічний заказник місцевого значення в Україні. Розташований у межах Володимирського району Волинської області, біля села Юнівка.
Площа 227 га. Статус надано згідно з рішенням Волинської обласної ради № 17/19 від 17.03.1994 року. Перебуває у віданні: Затурцівської сільської територіальної громади.
Статус надано для збереження лучно-водно-болотного масиву у верхів'ях річки Серни. Природоохоронна територія простягається на 4,5 км вздовж річки і має ширину до 0,5 км. Включає в себе заплавні луки та 4 природні джерела.
У заказнику налічується близько 100 видів рослин: лепеха звичайна, вовче тіло болотяне, підмаренник болотяний, зніт болотний, білозір болотний, калюжниця болотяна, жовтець їдкий, осока гостра, осока дерниста, осока чорна. Зустрічаються види, занесені до Червоної книги України: осока затінкова, плодоріжка болотна.
Місце розмноження водоплавних та навколоводних птахів, а також деркача, журавля сірого, черні білоокої, сови болотяної занесених до Червоної книги України та Європейського червоного списку тварин.

## Галерея

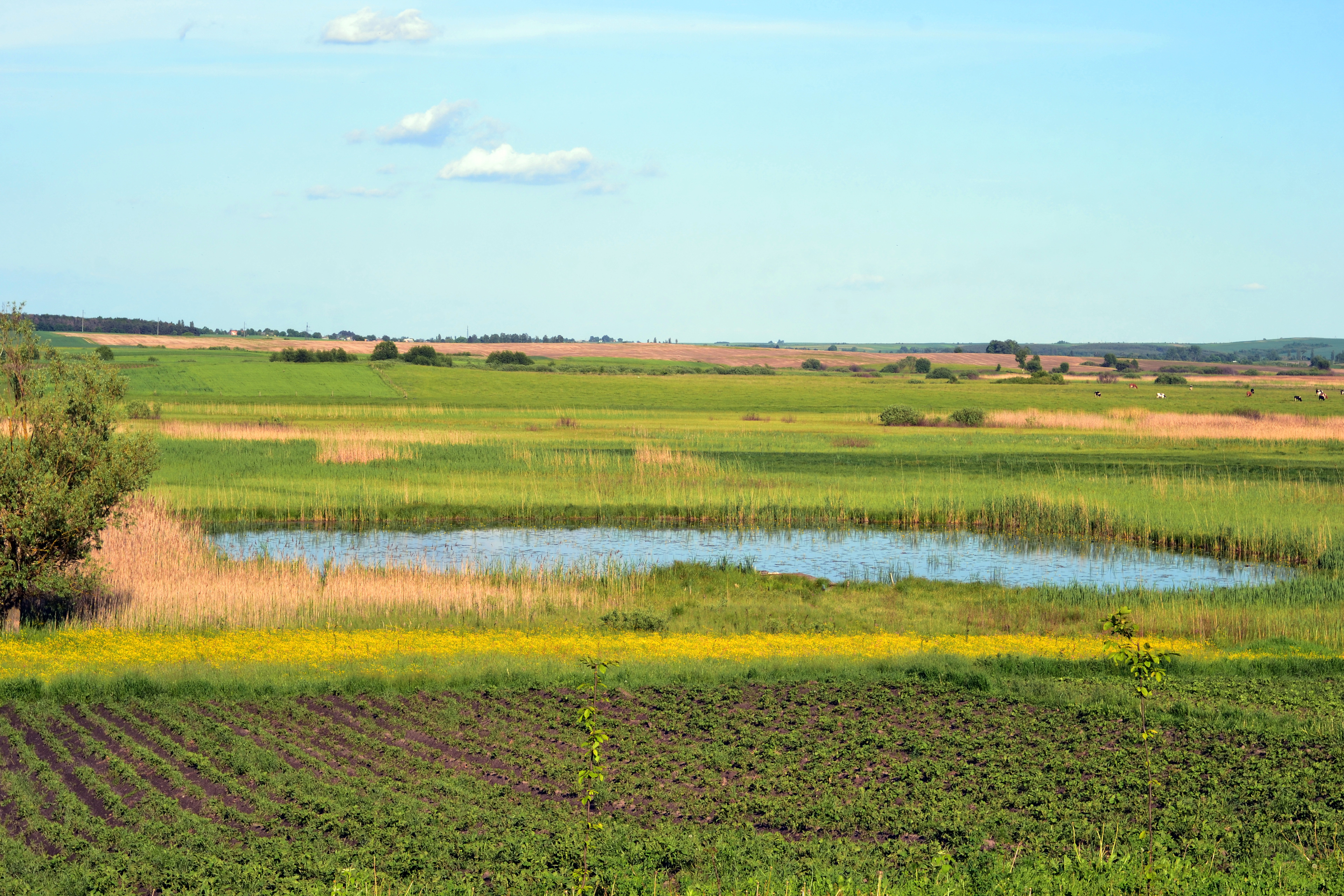
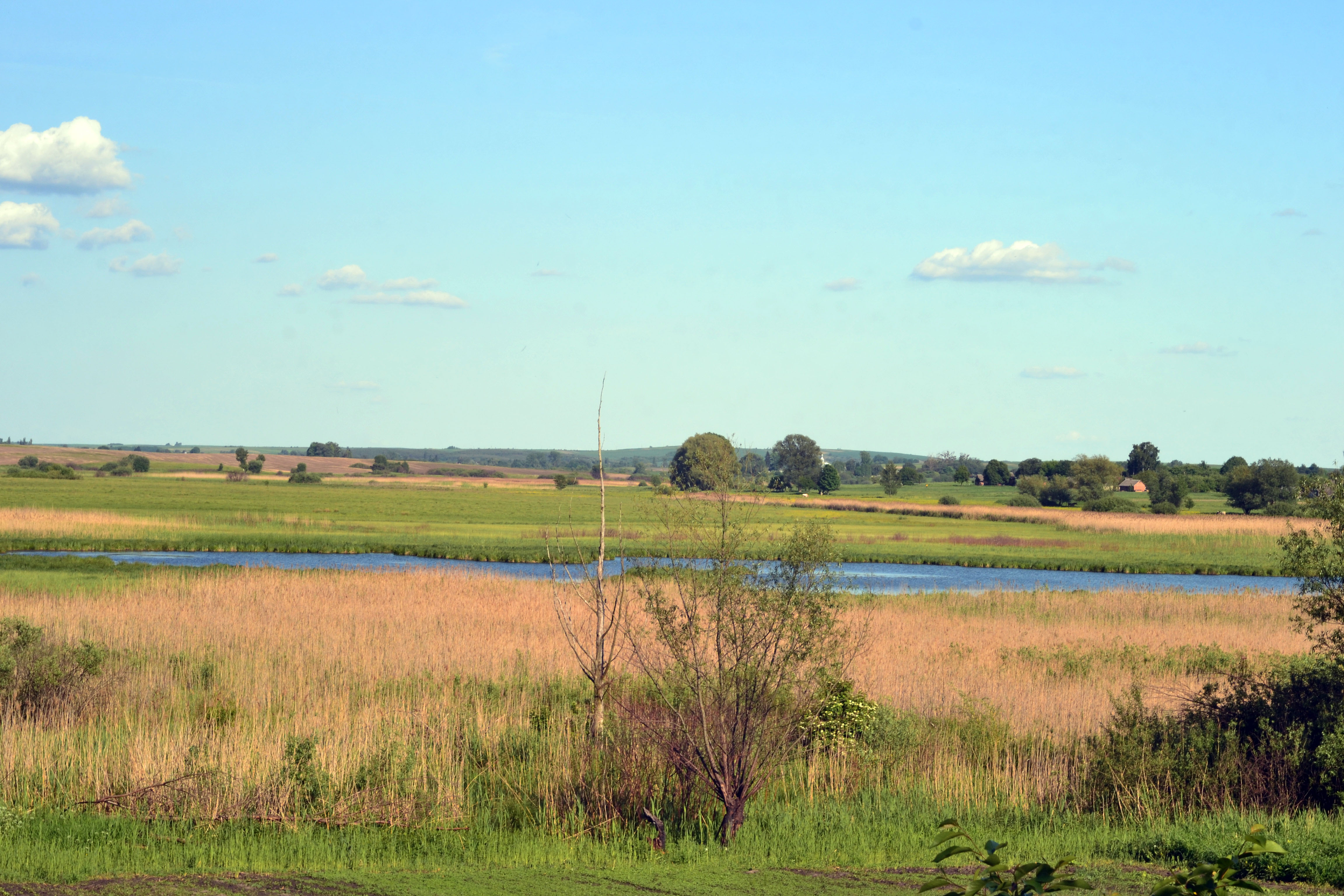
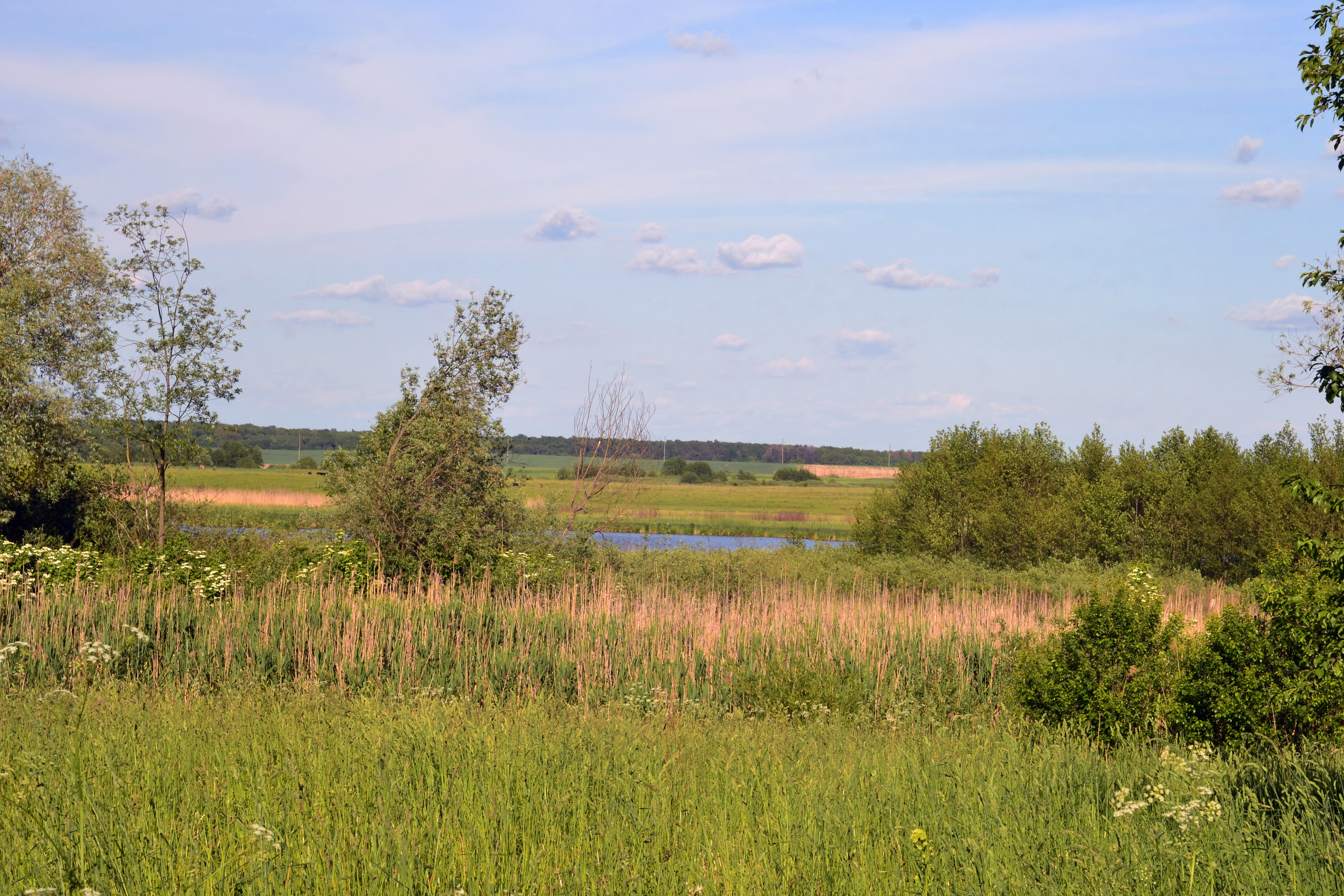
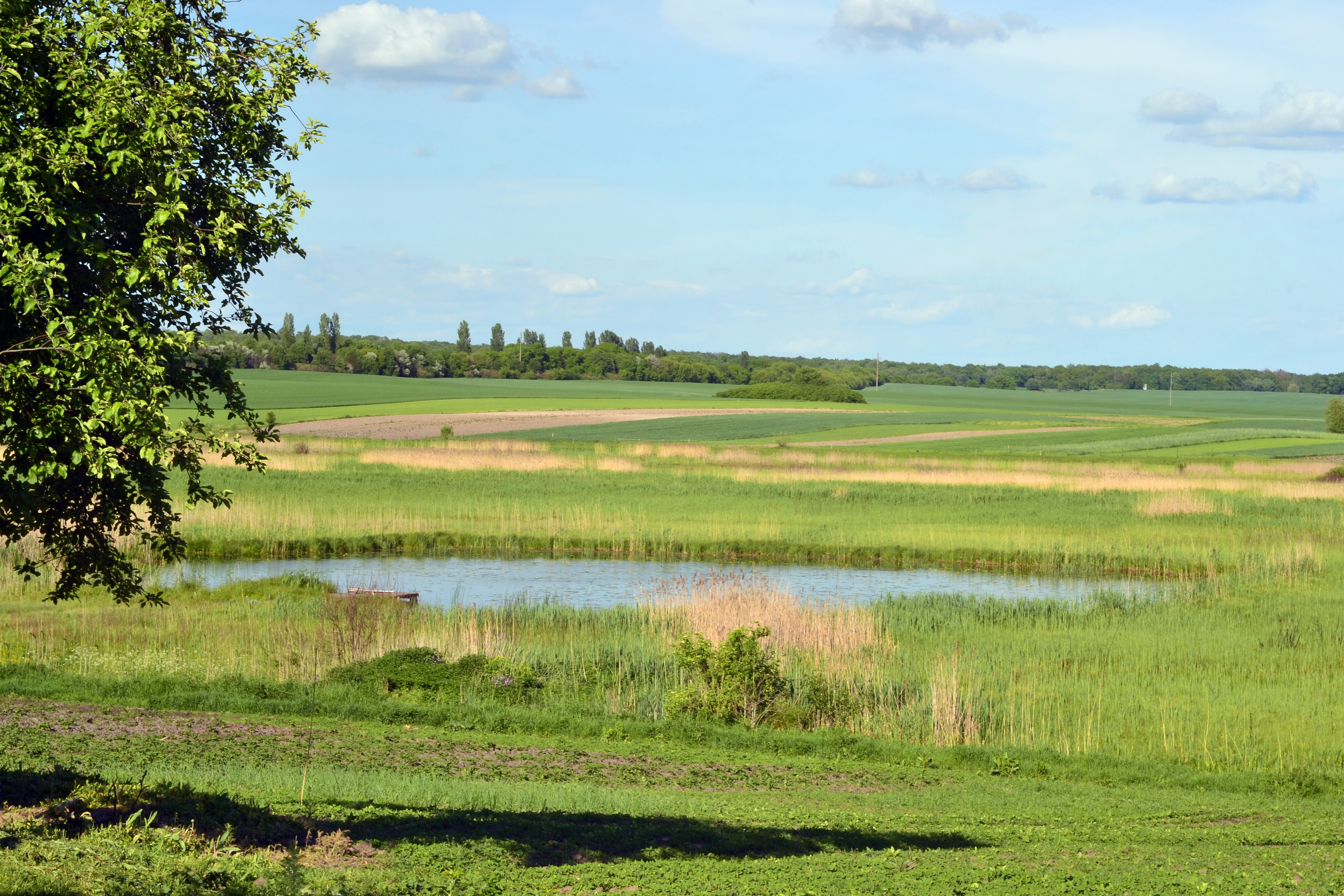
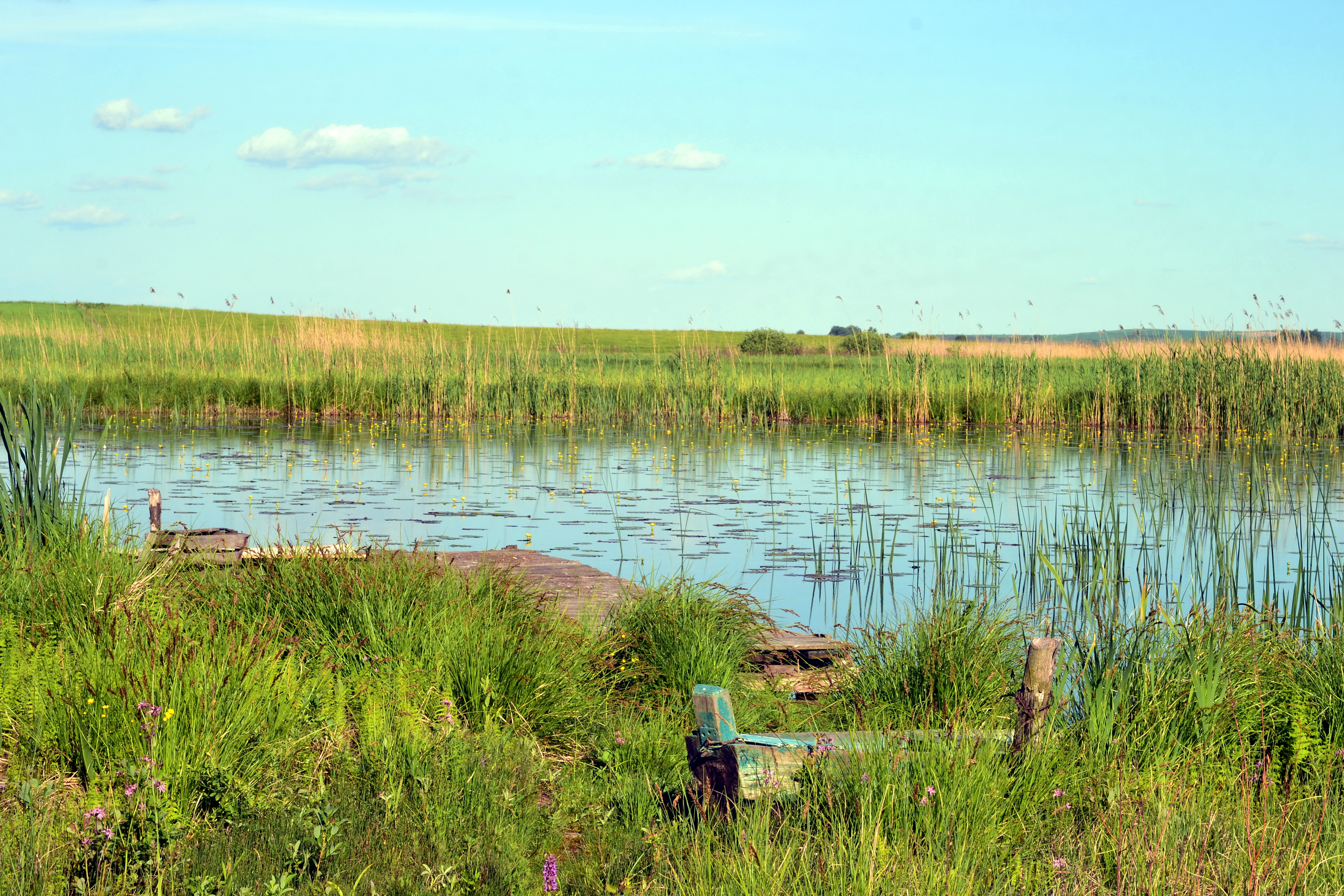
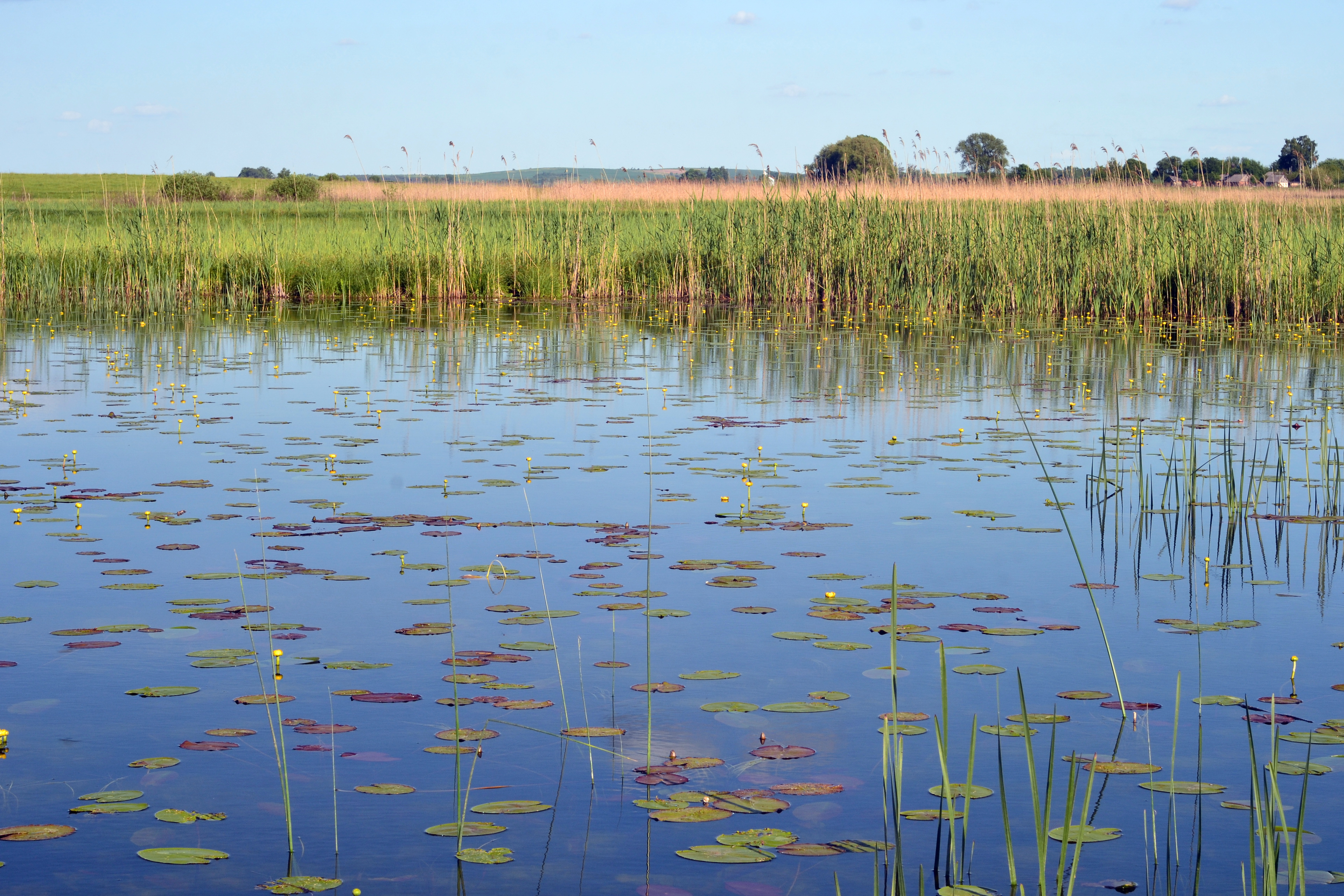
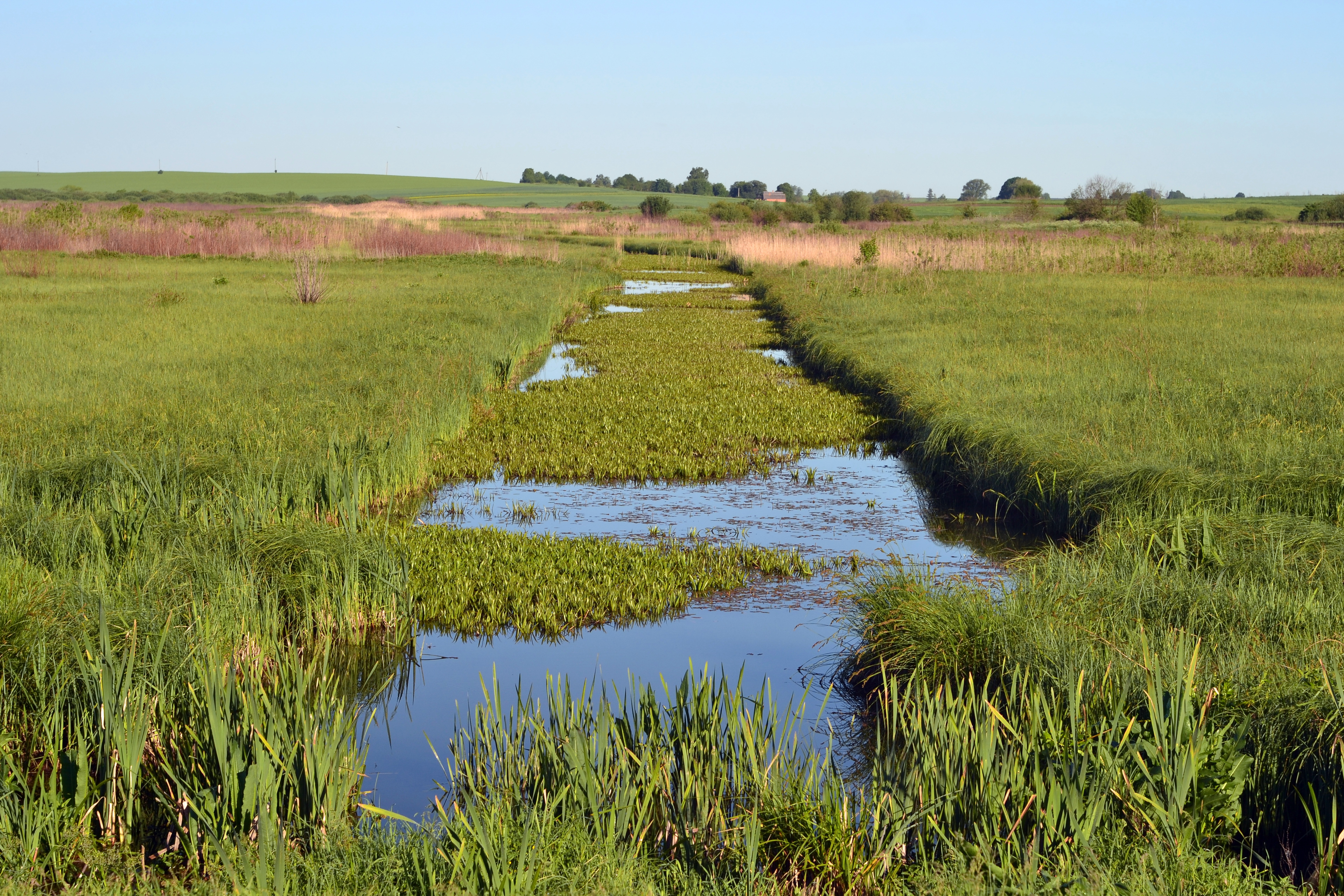
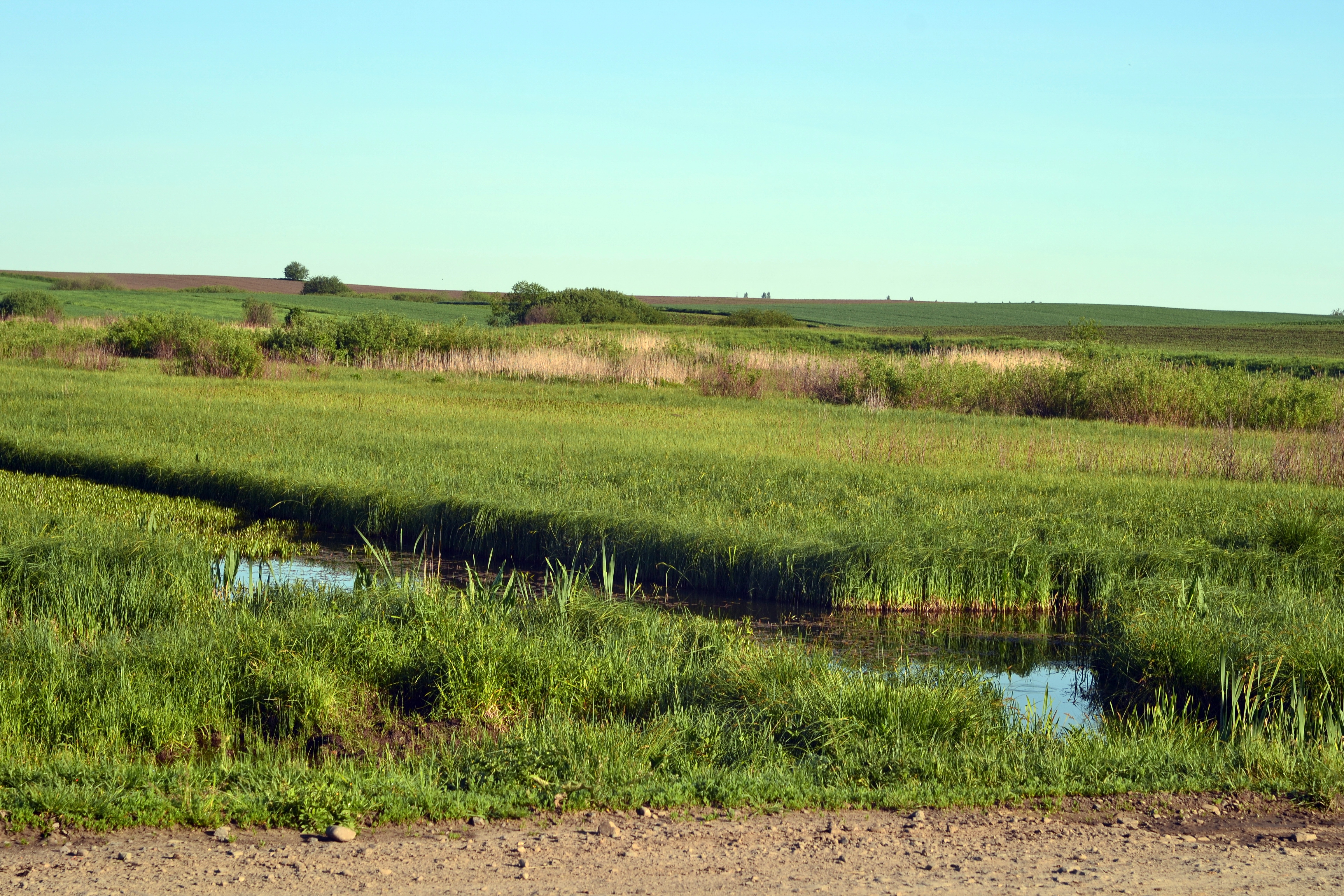